# Joan Nepomucè García-Nieto i París
Joan Nepomucè García-Nieto París (Barcelona, 9 de juliol de 1929 - Cornellà de Llobregat, 23 de juliol de 1994), conegut com a Joan N. García-Nieto, va ser un sociòleg i jesuïta català. Va ser fundador de Cristians pel Socialisme (CpS, 1973) i membre de l'Organització Comunista Bandera Roja (OCBR, 1971), del Partit Socialista Unificat de Catalunya (PSUC, 1974), d'Iniciativa pel Catalunya Verds (ICV, 1987) i de Comissions Obreres (CCOO); molt vinculat a Cornellà de Llobregat i a la comarca del Baix Llobregat.

## Biografia
Nasqué en una família burgesa de Barcelona, fundadora de la Banca Riva i García. Fou el segon de tres germans, entre Maria Carme i Ramon. La mare morí poc temps després de néixer el germà petit. Maria Carme contribuí a la criança dels germans.
El 1944, en fer 15 anys ingressà al Monestir de Nostra senyora de Veruela (Vera de Moncayo, Zaragoza) al noviciat dels jesuïtes.
Des del 1953 donà classes, al col·legi dels jesuïtes de Montisión a Mallorca, fins a l'any 1955 que fou quan es traslladà a Bilbao per estudiar economia, sociologia i sindicalisme a la Universitat de Deusto, un cop ja havia estudiat filosofia a Sant Cugat del Vallès.
A Bilbao participà en lluites obreres, com les d'Euskalduna i Altos Hornos, també tingué contacte amb els miners de la Camocha a Astúries. A Deusto va fer la seva tesi El sindicalisme cristià a Espanya, cosa que li facilità la relació per a l'elaboració del treball amb dirigents del PSOE i la UGT, exilats a Toulouse, així com amb militants de la CNT.
En acabar els estudis a Deusto, era l'estiu del 1957, se n'anà a treballar amb els obrers del Plan Badajoz, va fer feines de pic i pala.
Des del 1957 fins al 1961 estudià Teologia a Dublín (Irlanda). Amb posterioritat amplià els seus estudis d'economia i sindicalisme a l'Escola d'Economia i Política de Londres, on es llicencià en Sociologia industrial. En aquesta ciutat va entrar en contacte amb el moviment obrer britànic i amb els sindicalistes espanyols i amb persones exilades.
A l'any 1960 a Irlanda fou ordenat sacerdot. L'any 1963 retornà a Barcelona on comença a donar classes a l'Escola Superior d'Administració d'Empreses (ESADE), és en aquests moments quan contacta amb els moviments apostòlics obrers (Joventut Obrera Cristiana “JOC”, Hermandad Obrera de Acción Católica “HOAC” i Acción Católica Obrera “ACO”) 

### Un capellà roig
L'any 1965 va anar a viure al barri de Sant Ildefons a Cornellà de Llobregat, al cor del cinturó industrial de Barcelona, als anys seixanta i setanta els entorns metropolitans es convertiren en referents de les lluites obreres i socials per a la democràcia. A casa seva acollí sindicalistes perseguits per la policia de la dictadura franquista.
Al seu voltant nasqué l'embrió del que foren les “Comissions de Barris i Fàbriques” i contribuí des de primera fila a construir “Comissions Obreres”. Va ajudar a formar nois i noies joves que posteriorment foren persones decisives per a la comarca del Baix Llobregat i constituïren la punta de llança del moviment obrer d'Espanya, durant el franquisme convocaren vagues generals en plena clandestinitat.
El 24 de gener de 1969 va ser detingut junt amb vint-i-una persones més, mentre estaven reunides a casa d'Alfons Comín. En aquesta reunió hi assistia Paulette Mounier, vidua del filòsof francès Emmanuel Mounier. La major part dels detinguts foren posats en llibertat excepte Comín que fou empresonat a la Model de Barcelona. Joan N.,atès que estava amparat per una clàusula del Concordat signat entre l'Estat i el Vaticà, fou reclòs a la Casa d'exercicis espirituals de la companyia de Jesús ubicada a la Cova de Manresa,.
La seva militància política s'inicià a Bandera Roja amb Alfons Comín, Jordi Solé-Tura i Marina Subirats, entre moltes altres persones. Amb posterioritat ingressà al PSUC i finalment a Iniciativa per Catalunya.

### Compromís social
Des de l'inici dels anys vuitanta acompanyà un grup que començava a ocupar-se de la problemàtica de les persones joves en situació de marginalitat i al consum de drogues. Per ell fou una lluita prioritària, considerava que eren persones expulsades del sistema i que per això acabaven consumint drogues. Entraven a l'espiral que, per garantir-se el consum, robaven i acabaven sent empresonades en moltes ocasions. Fins que va morir, Joan N. va acudir al poder polític i a la judicatura per aconseguir-los indults i no va parar de treballar per a la reinserció social.
A l'any 1990 participà en la creació de la Coordinadora contra la marginació a Cornellà. També ho feu impulsant la creació d'Acció Solidària contra l'atur.
També en el 1990 es va crear la Fundació Utopía a iniciativa de les principals forces sindicals del Baix Llobregat (CCOO i UGT) i els ajuntaments de Cornellà de Llobregat i Sant Feliu de Llobregat, així com el Consell Comarcal, el Centre d'Estudis Comarcals del Baix Llobregat i la Diputació de Barcelona. Presidí la Fundació durant els darrers anys de vida. Treballà per recuperar la història del moviment obrer del Baix Llobregat i va fomentar la idea d'una política socialista unitària.
Garcia-Nieto fou responsable de l'Àrea social del Centre d'Estudis Cristianisme i Justícia i el primer secretari de Formació sindical de CCOO del Baix Llobregat, impulsant l'escola de formació Primer de Maig.
Va morir sobtadament d'un atac al cor el 23 de juliol de 1994 mentre deia missa a les 8 del matí a l'església del Pilar a Cornellà. En el seu enterrament hi assistiren un miler de persones.
En l'actualitat la fundació que creà i presidí porta el nom de Fundació Utopía – Joan N. Garcia-Nieto estudis socials del Baix Llobregat. Aquesta entitat és a qui en Nepo va llegar el seu fons documental. En morir la seva germana, la historiadora Maria Carme, es feu càrrec del Centre de Documentació.

## Reconeixements
- 1989 Medalla d'Or de la ciutat de Cornellà de Llobregat[3]
- A Cornellà, porten o han portat el seu nom el Centre Cultural i la Biblioteca Central.
- La Fundació Utopía creada el 1990 i que validerar durant els darrers anys a l'actualitat s'anomena Fundació Utopía – Joan N. Garcia-Nieto estudis socials del Baix Llobregat[6]
- L'Ajuntament de Molins de Rei acordà posar el seu nom al Centre d'Ocupació : Centre d'Ocupació i Serveis a les Empreses Joan N. Garcia-Nieto[11]
- En memòria seva CCOO del Baix Llobregat va crear “l'Aula de formació N. Garcia-Nieto”

## Llegat
El març de 2023 la Fundació Utopia va donar el seu fons a l'Arxiu Comarcal del Baix Llobregat, una documentació per entendre el moviment obrer a Catalunya. L’integren 317 metres lineals de documentació que inclouen també la biblioteca, l’hemeroteca i les entrevistes a persones que van participar en el moviment obrer del Baix Llobregat durant les dècades dels anys 60 a 80 del segle passat.